# Cinco Rutas de Edo
Las cinco rutas (五 街道 Gokaidō?) principales de Edo, algunas veces traducidas como "cinco carreteras", eran las cinco rutas administradas centralmente, o kaidō, que conectaban la capital de facto de Japón en Edo (actual Tokio) con las provincias exteriores durante el período Edo (1603– 1868). La más importante de las rutas fue Tōkaidō, que unía Edo y Kioto. Tokugawa Ieyasu comenzó la construcción de estas cinco rutas para aumentar su control sobre el país en 1601, pero fue Tokugawa Ietsuna, el cuarto shōgun del shogunato Tokugawa y bisnieto de Ieyasu, quien las declaró como rutas principales. Se instalaron estaciones a lo largo de la ruta para que los viajeros descansaran y compraran suministros. Las rutas prosperaron debido a la política de Sankin kōtai, que requería que los daimyō  (gobernantes regionales) viajaran en años alternos a lo largo de las rutas a Edo.

## Historia

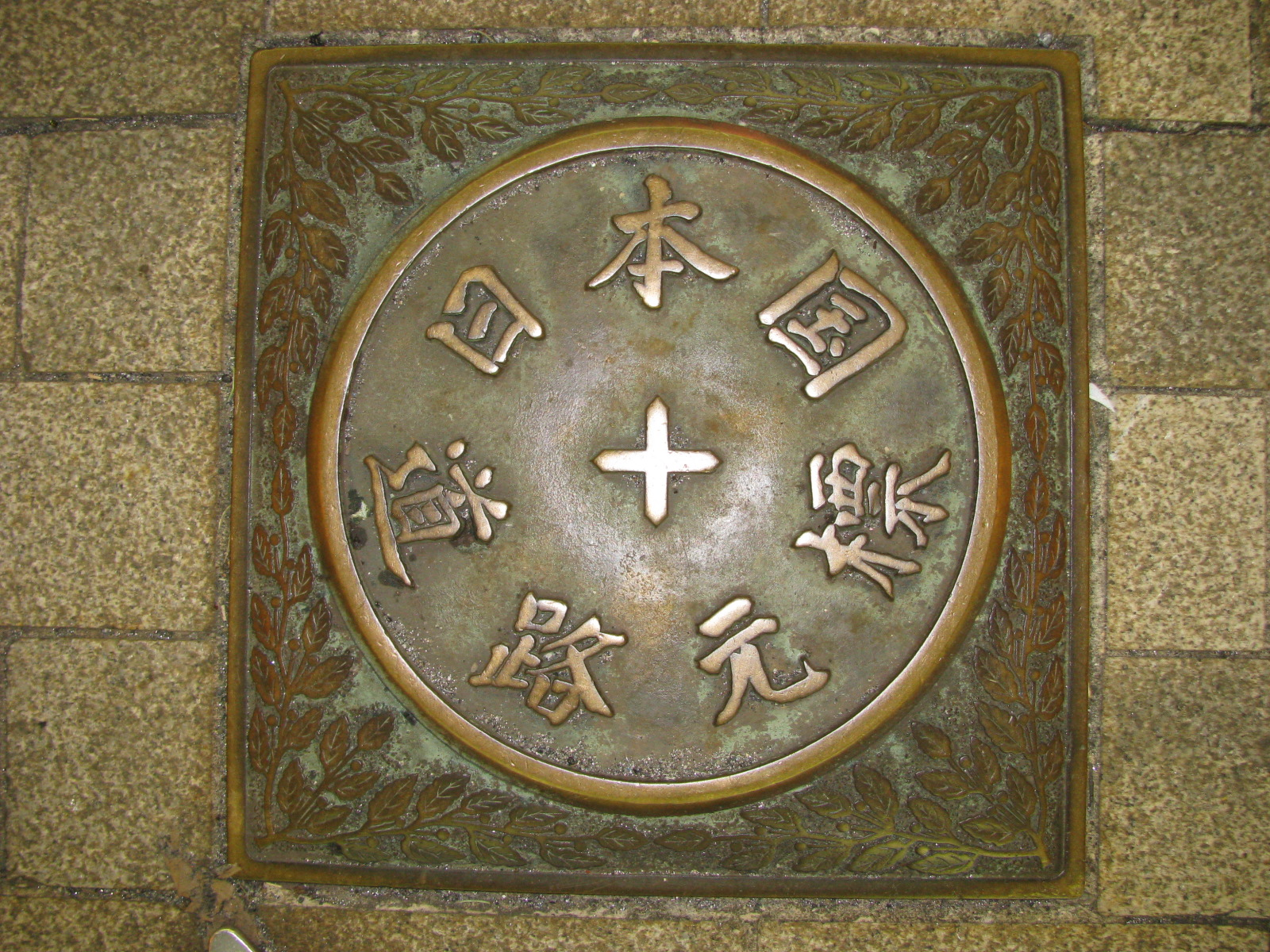
El punto cero en Nihonbashi.

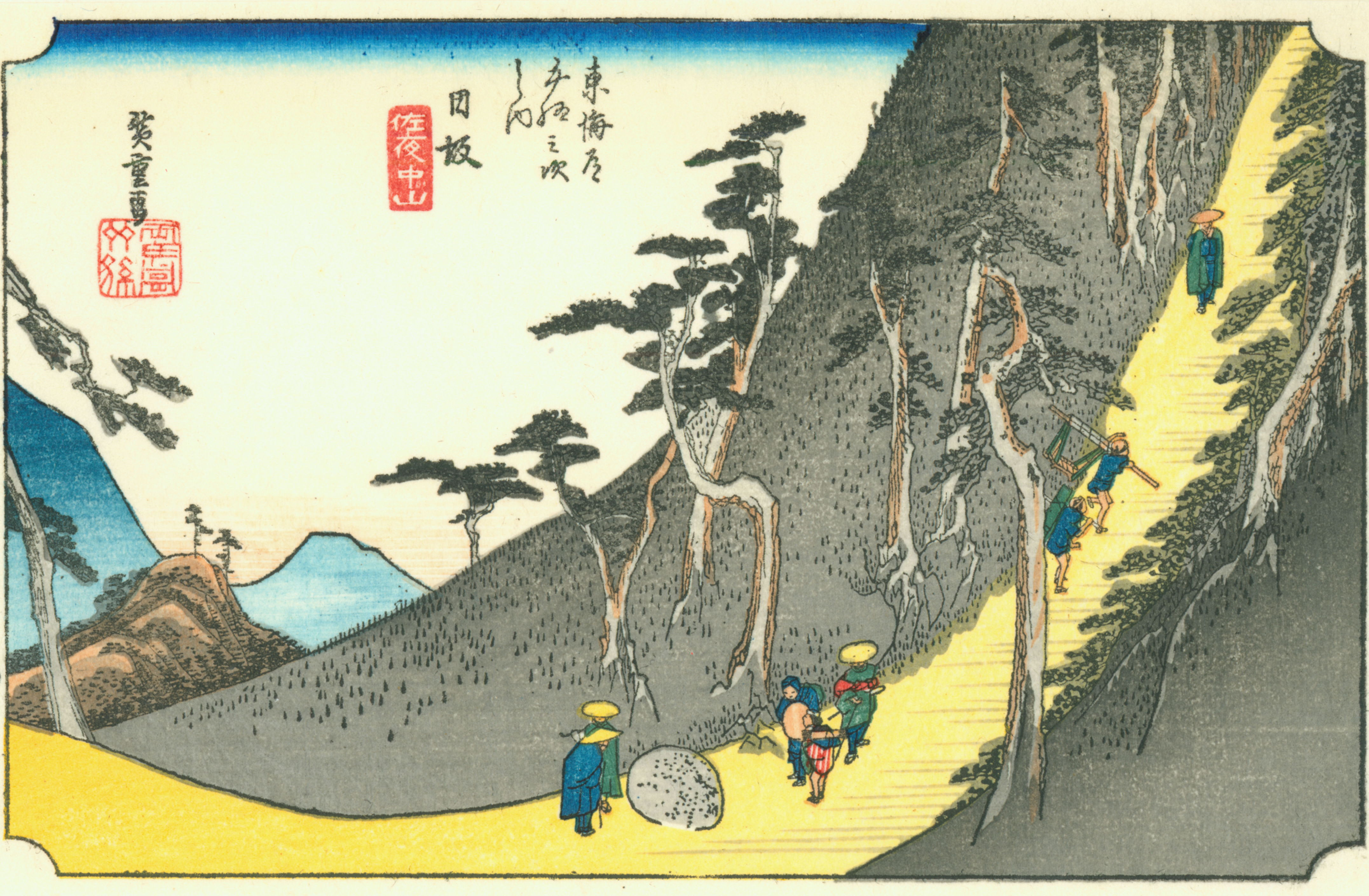
Nissaka-shuku vigésima quinta estación de la ruta Tōkaidō en pintura de Utagawa Hiroshige.

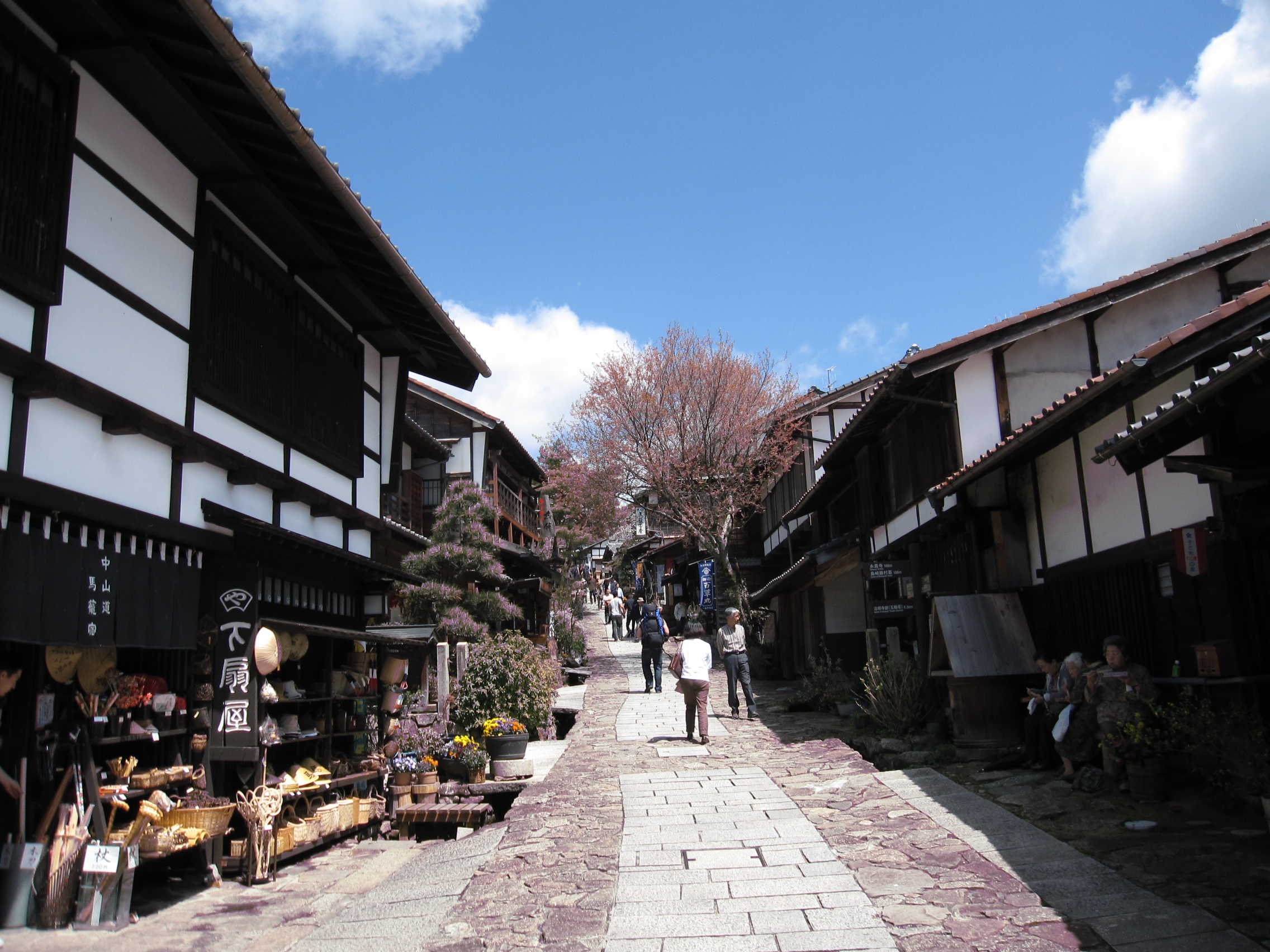
Magome-juku cuadragésima tercera estación de la ruta Nakasendō.

Las diversas carreteras que conforman las cinco rutas existieron de alguna forma antes de convertirse en un conjunto oficial de rutas. Tokugawa Ieyasu comenzó a trabajar en las rutas poco después de convertirse en shōgun en 1600. La creación oficial de las Cinco Rutas comenzó con el shogunato tomando el control del gobierno de las estaciones de correos a lo largo de las rutas existentes. Antes de esta intervención, las estaciones proporcionaban lugares para que los viajeros descansaran y ejecutaban un sistema de mensajería. Después de la toma de posesión oficial, el Shogunato exigió que estas estaciones otorguen un trato preferencial a las personas que se encuentren en asuntos oficiales o se vean obligados a cesar su actividad. En la década de 1640, shōgun Tokugawa Iemitsu cerró todas las estaciones excepto las necesarias, lo que sería el último cambio importante durante el período Edo. 
Junto con las estaciones de correos, el gobierno creó un sistema de estaciones de control a lo largo de las cinco rutas. A diferencia de las estaciones de correos, que proporcionaban a los viajeros, las estaciones de control tenían un propósito reglamentario, controlando el movimiento de personas y mercancías. Algunos de los usos de estas estaciones estaban evitando el tráfico de armas de fuego, asegurando que se siguieran las diversas reglas y políticas que rodeaban al Sankin kōtai, y comprobando los pasaportes de los plebeyos que viajaban. Cincuenta y tres estaciones de control fueron creadas en el siglo XVII (No debe confundirse con las 53 estaciones Tōkaidō, que se refiere a las estaciones de correos en esa ruta). 

El shogunato también coordinó mejoras generales en las carreteras de las Cinco Rutas. Los caminos fueron aplastados y ensanchados, con secciones más empinadas pavimentadas con piedra rugosa. Se plantaron árboles a lo largo del camino y se cavaron zanjas de drenaje en muchos lugares. Se colocaron marcadores para indicar la distancia en ri (里（り), unidad de distancia, que equivale a 3,93 km (2,44 millas)) desde el punto de partida en Nihonbashi. Si bien las Cinco Rutas cruzaron muchas vías fluviales, se construyeron pocos puentes, en cambio, se instituyeron los transbordadores. 

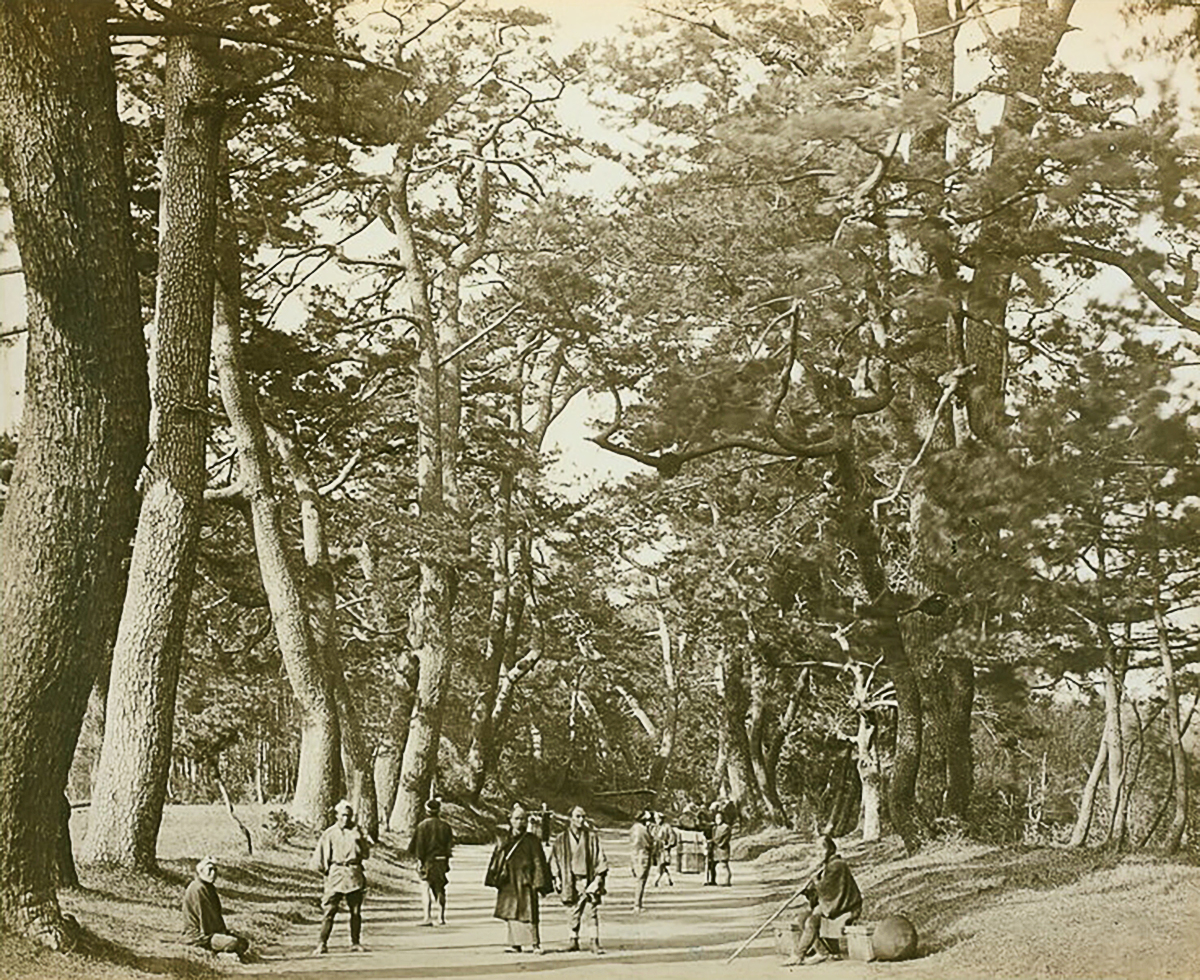
Foto antigua de ruta vial en Tōkaidō.

## Cinco Rutas
Las cinco rutas comenzaban en Nihonbashi en Edo. Desde ese punto, cada camino unía la capital con otras partes del país. Aún hoy en día es el punto de partida en Tokio de las carreteras japonesas.
Tōkaidō tenía 53 estaciones, conectadas con Kioto. Una vez que llegaba a Kusatsu-juku, compartía su ruta con la ruta Nakasendō. En 1619, la ruta Osaka Kaidō (大阪街道) fue establecida, añadiendo cuatro estaciones más después de  Ōtsu-juku. Estas adiciones extendieron la ruta hacia Kōraibashi Chūō-ku en Osaka, esta extensión se llama también Kyōkaidō (京街道) y fue descrita también como una parte de las 57 estaciones de Tōkaidō.
Nakasendō (también llamado a menudo Kisokaidō) tenía 69 estaciones y corría por el centro de Honshū, conectando con Kioto. El Shimosuwa-shuku de Nakasendō sirvió como punto final para la ruta Kōshū Kaidō. Además, el Nakasendō se fusionaba con la ruta Tōkaidō en Kusatsu-juku.
Kōshū Kaidō tenía 44 estaciones, conectadas con la Provincia de Kai (actual Prefectura de Yamanashi) en Kōfu, antes de terminar en la estación Shimosuwa-shuku de la ruta Nakasendō. 
Ōshū Kaidō tenía 27 estaciones, conectadas con la provincia de Mutsu (actual Prefectura de Fukushima) en Shirakawa. También había subrutas que conectaban con otros lugares del norte de Japón.
Nikkō Kaidō tenía 21 estaciones, conectadas con Nikkō en Tōshō-gū en la actual Prefectura de Tochigi.

## Otras rutas oficiales

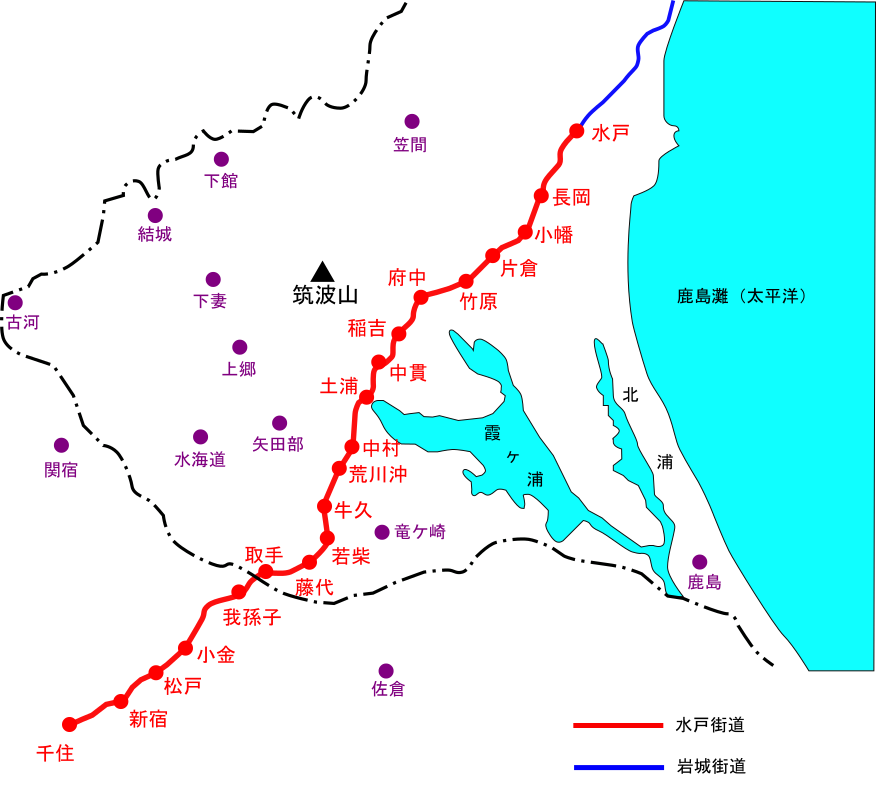
Estaciones de la sub-ruta Mito Kaidō en rojo.

Como parte de la red de Cinco Rutas, el shogunato también creó otras rutas menores:
| - Aizu Nishi Kaidō - Honzaka Dōri - Mibudō | - Minoji - Mito Kaidō - Nikkō Onari Kaidō | - Nikkō Reiheishi Kaidō - Sayaji - Yamazaki Dōri |

## Otras rutas
Además de las rutas anteriores, había rutas menores que eran ramas no oficiales o alternativas a las rutas principales, o rutas de uso poco frecuente. Algunas de las rutas se denominaron Hime kaidō, ya que eran caminos alternativos para las principales rutas comerciales, pero ninguna se llamaba oficialmente así.
| - Bungo Kaidō - Chichibu Ōkan - Hokkoku Kaidō - Hokurikudō - Kawagoe Kaidō - Kawagoe Kodama Kaidō | - Kamakura Kaidō - Kōya Kaidō - Kyōkaidō (Ōsaka Kaidō) - Matsumaedō - Mikuni Kaidō - Nagasaki Kaidō | - Nankaidō - Nikkō Wakiōkan - Ōyama Kaidō - Saigoku Kaidō - Satsuma Kaidō | - Sendaidō - Shio no Michi - Tōgane Onari Kaidō - Tosa Kaidō - Ushū Kaidō - Yamato no Kodō |